# Julius Herner
Julius Herner (* 27. Juli 1866 in Hannover; † 13. Dezember 1950) war ein deutscher Solo-Cellist.

## Leben
Julius Herner wurde 1866 in der Residenzstadt des Königreichs Hannover geboren als Sohn des am Königlichen Hoftheater engagierten Kapellmeisters und Komponisten Karl Herner.
Herner war ein Schüler von Karl Schröder und Julius Klengel. 1887 trat er in London als Solist am Cello im Orchester von August Manns im Crystal Palace auf.
Anfang des 20. Jahrhunderts arbeitete Julius Herner um 1915 in den Vereinigten Staaten von Amerika als fest engagierter Solo-Cellist an der Metropolitan Opera in New York City.
Laut den privaten Informationen von Frank Greene auf seiner Seite musicsack.com war Julius Herner in den Jahren von 1920 bis 1922 in Los Angeles in Kalifornien Mitglied im Sinfonieorchester Los Angeles Philharmonic. Demnach soll Herner am 13. Dezember 1950 verstorben sein.